# Patricia Elorza
Patricia Elorza Eguiara (Vitoria, 8 aprile 1984) è una pallamanista spagnola di origine basca.

## Palmarès
- Giochi olimpici

Londra 2012: bronzo.
- Mondiali

Brasile 2011: bronzo.
- Europei

Croazia/Ungheria 2014: argento.